# インド軍
インド軍（インドぐん、英語：Indian Armed Forces, デーヴァナーガリー：भारतीय सशस्‍त्र सेनाएं, Bhāratīya Saśas‍tra Sēnāēṃ）は、インド共和国の軍隊。インド陸軍、インド海軍、インド空軍およびその他の準軍事組織を含む。

## 概要

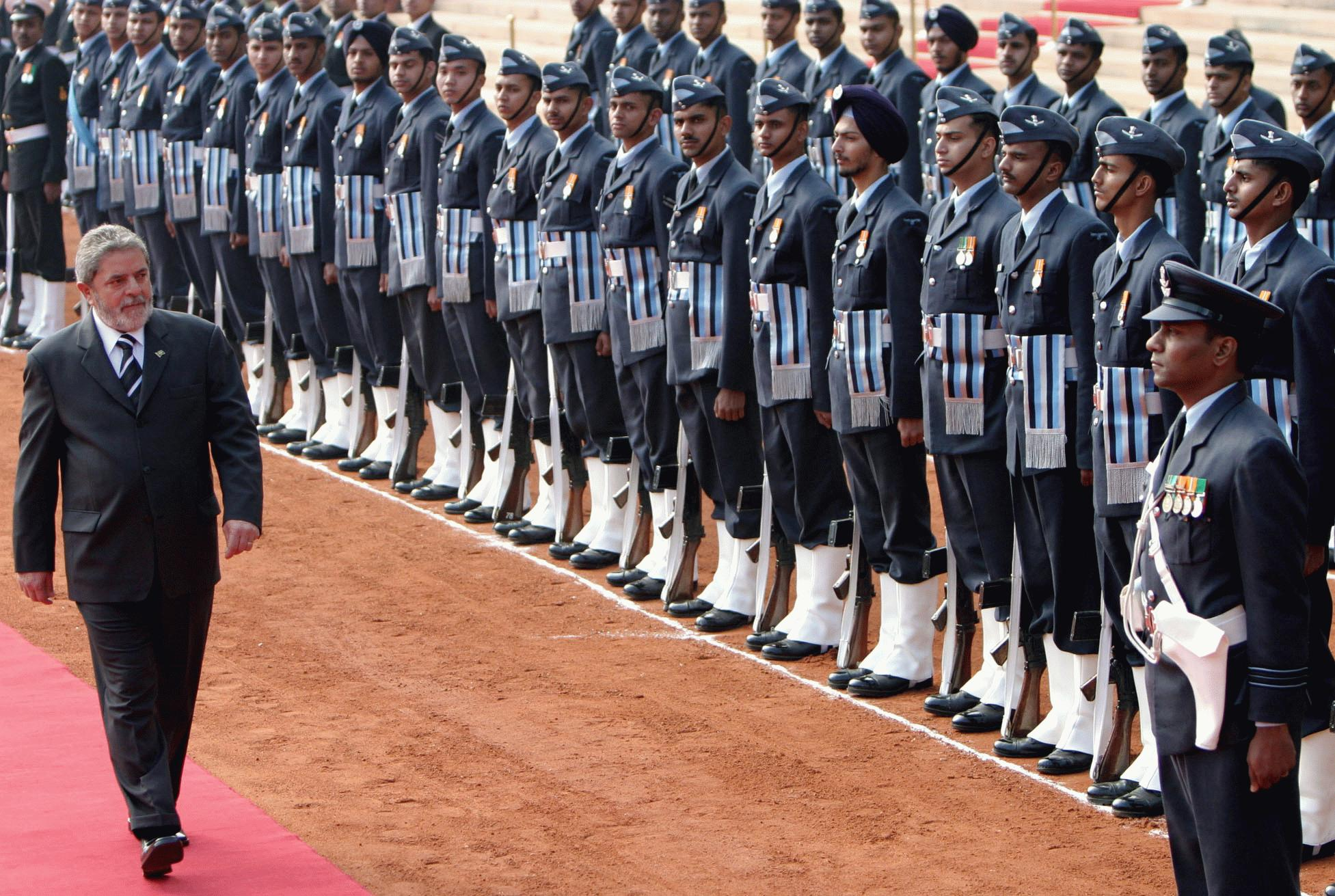
インド空軍の栄誉礼。シク教徒はターバンを着用している。

インド軍の正規兵力は陸海空軍と戦略核兵器部隊の約132万5000人と、予備役は合わせて約110万人である。世界で6番目の核兵器保有国・原子力潜水艦保有国でもある。
インドの準軍事部隊は、沿岸警備隊、アッサム・ライフル部隊（約5万人）、特別辺境部隊（約1万人）で、以前は準軍事部隊とされた国境警備部隊、中央予備警察等を含む中央武装警察隊（約77万人）や、民兵組織のホーム・ガード（約135万人）は 2011年から準軍事部隊に含めないとのインド政府の公式見解である。
グローバル・ファイヤーパワー社発表の世界の軍事力ランキング2014年版によると、インドは世界第4位の軍事力となっている。
インドは志願制を採用しており、徴兵制が行われたことは一度も無い。
インド軍の法律上の最高司令官は大統領だが、事実上の指揮権はインド政府のトップである首相が有している。インド軍の管理・運営は国防省が担当する。
シク教徒の隊員は制帽としてターバンを着用できる。

## 人員
| 組織       | 現役      | 予備役    |
| ---------- | --------- | --------- |
| インド陸軍 | 1,100,000 | 1,800,000 |
| インド海軍 | 55,000    |           |
| インド空軍 | 120,000   |           |
| 準軍事組織 |           |           |

## 正規軍

### インド陸軍

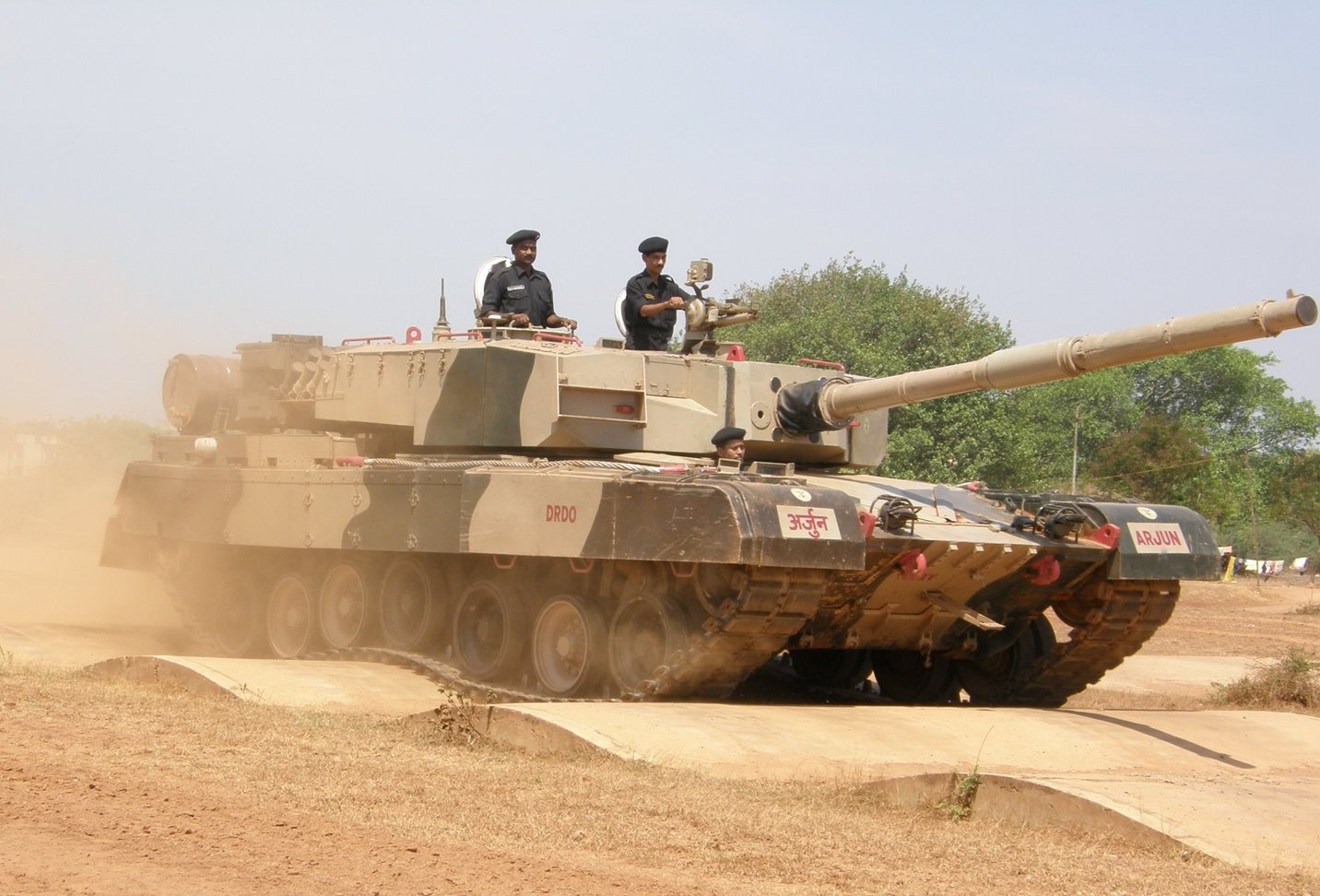
アージュン戦車

インド陸軍は現役113万人、予備役96万人の兵力を保有する世界第2位の規模の陸軍である。陸軍の主な任務は国の防衛だが、東北部やカシミール地方など国内の治安活動にも投入されている。
第一次印パ戦争、ポロ作戦（ハイデラバード侵攻）、中印国境紛争、第二次印パ戦争、第三次印パ戦争、スリランカ内戦、およびカルギル戦争に参加。高地や砂漠、森林、低地、海上と様々な地形での豊富な戦闘経験を持っている。国連の平和維持活動（PKO）への参加も非常に積極的で、これまでにキプロス、レバノン、コンゴ、アンゴラ、カンボジア、ベトナム、ナミビア、エルサルバドル、リベリア、モザンビークおよびソマリアで活動を行っている。朝鮮戦争では国連軍側として医療支援を行った。
近年は、T-90S戦車約1000両の購入およびライセンス生産を開始するなど、近代化が進んでいる。

### インド海軍

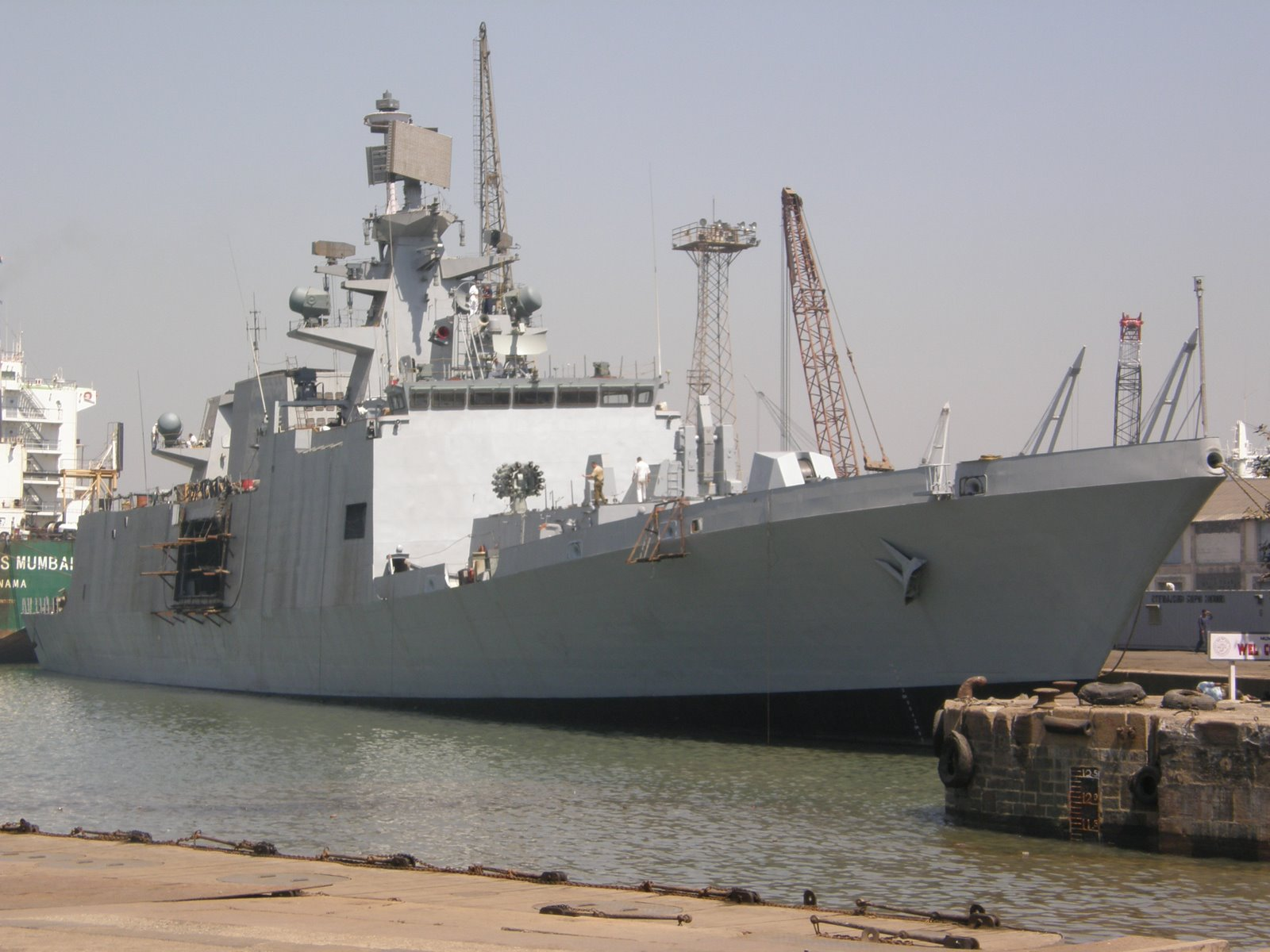
建造中のシヴァリク級フリゲート

インド海軍は5000人の航空要員と2000人の海兵隊員を含む5万8千人と予備役5万5千人の兵力を保有している。現在、インド海軍は空母「ヴィラート」を含む155隻の艦艇を保有している。
近年は多くの艦艇の建造を進めており、その中には空母の「ヴィクラント」と「ヴィクラマーディティヤ」（後者はロシアでの改装）や、弾道ミサイル原子力潜水艦「アリハント」が含まれている。
インドの海洋ドクトリンでは、災害時の近隣諸国への支援活動は海軍の重要な任務と位置づけられており、スマトラ島沖地震の救援活動では35隻の艦船を派遣している。
インドは災害援助のほかに、合同軍事演習、各国訪問および人道支援のためにも海軍を活用している。これはインド海軍のブルーウォーター・ネイビーとしての能力を高めるのにも役立っている。
2008年11月から、インド海軍はソマリア沖の海賊対策のために艦艇を派遣し、民間船の護衛を行っている。活動中に海賊との交戦が何度も発生しており、15隻の海賊母船を撃沈しているが、海賊に占拠された船を海賊船と誤認して撃沈した事例もある。

### インド空軍

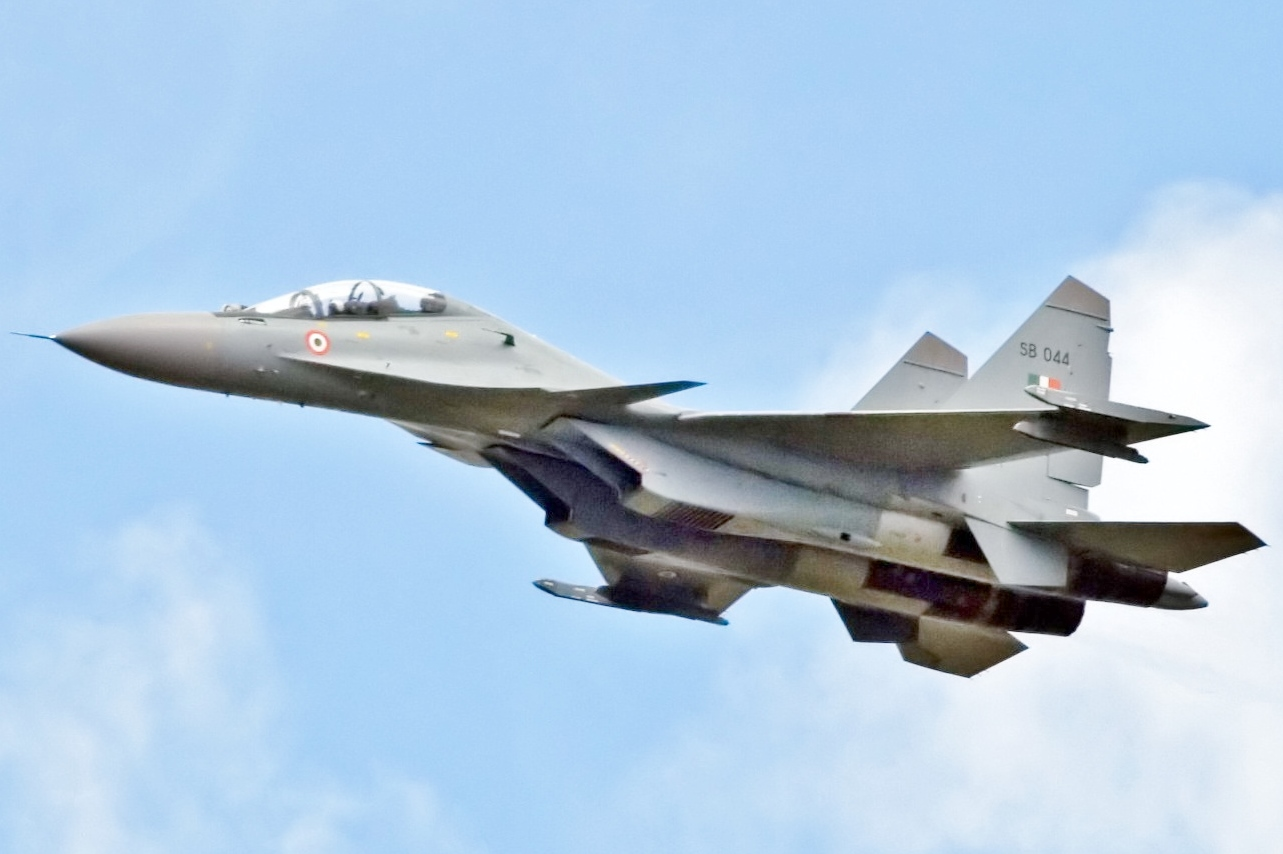
Su-30MKI戦闘機

インド空軍は約14万人の現役人員と1500機の航空機を保有する世界第4位の規模の空軍である。装備する航空機は国産以外ではロシア、アメリカ、イスラエル、フランス、イギリスなど様々な国から購入している。
保有する機体の多くが旧式機であることから、近年は陸軍や海軍と同様に近代化に力を入れており、Su-30MKI多目的戦闘機254機をはじめ、選定中のライセンス生産される戦闘機約150機や、準国産のテジャス戦闘機など、非常に多くの戦闘機の導入を計画している。さらには旧式のジャギュア攻撃機・高等練習機のエンジン換装や各種電子機器搭載などといった、既存兵器の延命・近代化改修も積極的に行われている。
また、次世代である第5世代戦闘機として、250機の調達を予定していたロシアとの共同開発のFGFAは中止されたが、独自開発のAMCAの取得を進めている。

## 準軍事組織

### インド沿岸警備隊
インド沿岸警備隊は、インド共和国の広大な海岸線を警備するために創設された海上の準軍事組織である。1978年8月18日に沿岸警備隊法により編成された。通常、指揮官は海軍中将が担当する。インド沿岸警備隊は、ホバークラフトや水中翼船を含む多くの艦艇を保有しており、それらにより海と河川のパトロールを行っている。活動の際は海軍や税関と緊密に連携する。

## 戦略核戦力部隊

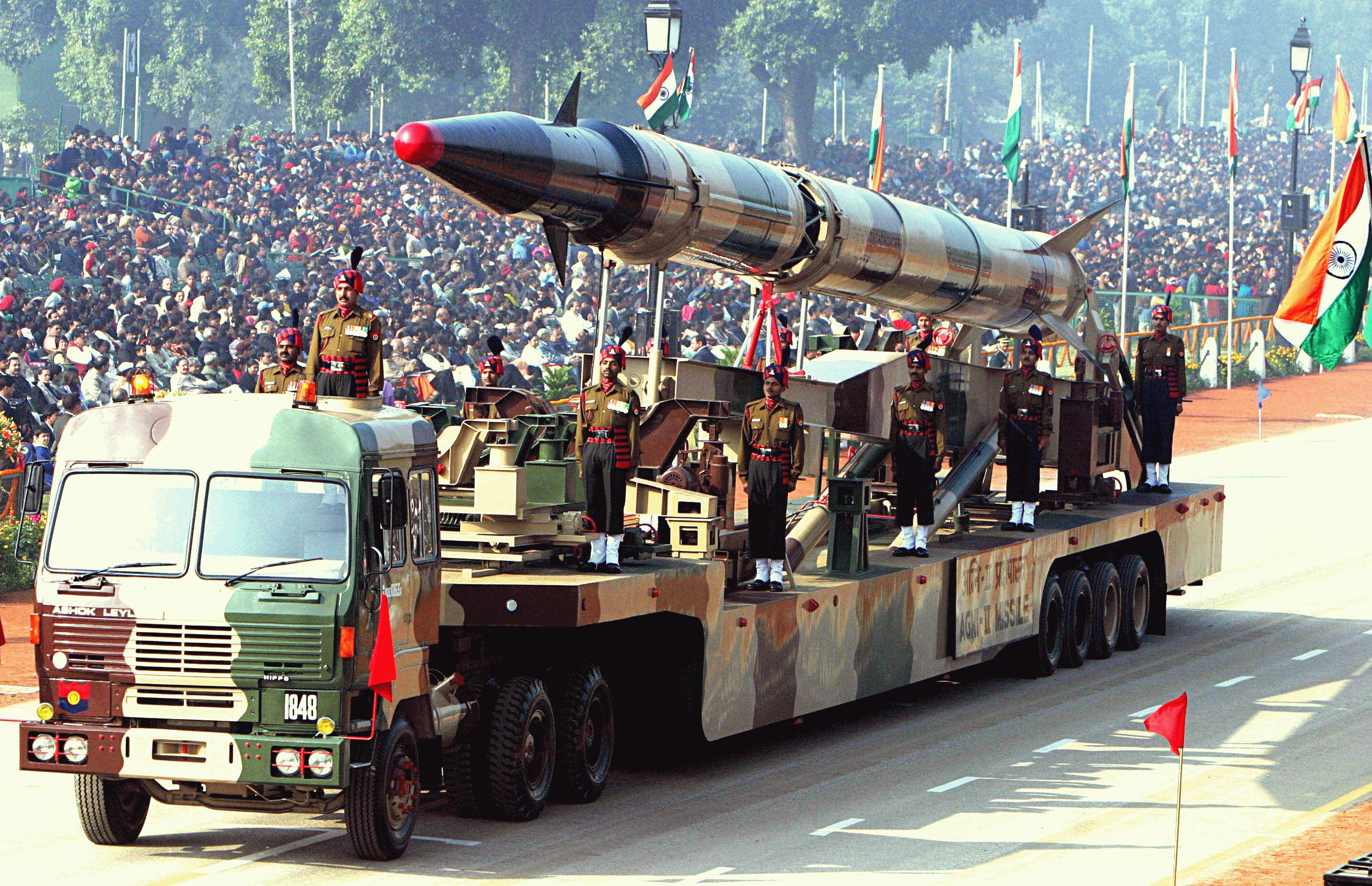
アグニ-Ⅱ弾道ミサイル

インドは1974年に平和的核爆発を理由とした核実験を実施。1998年には軍事目的の核実験を行い、公然たる核兵器保有国となった。その直後に、対立するパキスタンも核実験を実施。中華人民共和国は既に1960年代から核兵器を配備していた。
インドは「核による先制攻撃と非核保有国に対する使用は行わない」との方針を定めており、核兵器の保有はあくまで「核保有国に対する抑止目的」であるとしている。ただし、インドの国防・外交・情報機関の幹部は個人的意見としてか退職後であるが、核の先制使用も選択肢であるとする見解を度々表明している。
インド軍は多様な核兵器運搬手段を保有・開発している。短距離弾道ミサイル（SRBM）「プリットヴィー」「アグニⅠ」、準中距離弾道ミサイル（MRBM）「アグニⅡ」、中距離弾道ミサイル（IRBM）「アグニⅢ」「アグニⅣ」、大陸間弾道ミサイル（ICBM）「アグニV」や、「シャウルヤ」といった弾道ミサイルや、巡航ミサイルを実戦配備または実験中である。さらに、Su-30MKI、ミラージュ2000、MIG-29、テジャスといった戦闘爆撃機が核爆弾を搭載できる。
2010年には原子力潜水艦「アリハント」が完成し、潜水艦発射弾道ミサイル（SLBM）の運用も開始された。また2012年には、陸軍が中華人民共和国の全土などを射程に収めるICBM「アグニV」の発射実験に成功した。これにより、インド軍はICBM、SLBM、爆撃機からなる「核の三本柱」を限定的ながら完成させたことになる。しかし戦略爆撃機をベースにした対潜哨戒機Tu-142が2017年に退役し、1999年に4機をリースすると発表されたTu-22M3 も未だ実現していないため、現在は戦略爆撃機を欠いている。
インドは軍の戦略上、先制核攻撃を行わない事を旨としているため、敵国の先制核攻撃に対抗するためのミサイル防衛システムの開発も進めている。

## 特殊部隊
陸軍
- 空挺コマンド - Para Commandos
- 陸軍特殊対テロリスト部隊 - Special Counterterrorist Unit : SCTU
- 国家保安警備隊 - National Security Guards : NSG

海軍
- 海軍海兵コマンド部隊 - Marine Commando Force : MCF、MARCOS

空軍
- ガルダ・コマンド部隊 - Garud Commando Force

## 兵器調達と軍事産業・技術
近年は近代化を加速させており、軍事目的での宇宙開発、核ミサイルの整備、ミサイル防衛システムの開発等々多岐にわたる。国防費は2012年度で461億2500万ドルで、年々増加傾向にある。
インド政府は、国防省傘下の防衛研究開発機構（DRDO）を中心として兵器の国産化や輸出に力を入れる方針を表明しているが、その技術力はまだ低い。DRDOが開発した地対空ミサイル「アカッシュ」の購入をインド陸軍が2016年に拒否したことがその一例である。2018年4月、チェンマイで開催された防衛装備品の展示会「ディフェクスポ」で、ニルマラ・シタラマン国防相は「インド軍に必ずインド製を買うよう説得できるとは今は思えない」と吐露している。
インドは防衛装備品の約6割を輸入に頼っており、毎年30億-50億ドルの国富が海外に流出している。輸入の半分以上は旧ソビエト連邦とロシア連邦が占めてきた。外国に源流を持つ兵器を調達する際にも、インド国内での製造や技術移転を促すため2014年、インド国内の防衛産業に対するでの外資の出資比率上限を26％から49％へ緩和した。